# Cattedrale di Santo Stefano (Harrisburg)
La cattedrale di Santo Stefano (in inglese: St. Stephen's Cathedral) è una cattedrale episcopale situata a Harrisburg, in Pennsylvania, Stati Uniti d'America. La chiesa è sede della diocesi episcopale di Pennsylvania centrale.
Nel 1826 venne posta la pietra angolare della chiesa di Santo Stefano e si diede inizio ai lavori di costruzione dell'edificio. Negli anni 1880 e 1890 sono stati effettuati lavori di ristrutturazione. Nel 1932 la chiesa venne elevata a cattedrale della diocesi.